# Cergău Mic, Alba
Cergău Mic este un sat în comuna Cergău din județul Alba, Transilvania, România.

## Istoric
Localitatea este atestată documentar din anul 1303, după așezarea aici a unor catolici bulgari din banatul de Vidin, care cu timpul au fost asimilați. Cel mai probabil acești refugiați religioși au fost români, dat fiind că atunci populația covârșitoare a Țaratului de Vidin era românească (astăzi românii sunt majoritari încă în zona rurală), iar religia încurajată de țarii români din dinastia Asăneștilor ai Imperiului valaho-bulgar au solicita la Roma trimiterea unui nunțiu papal pentru revirimentul latinității în lupta contra asimilaționismului slavon. Denumirea maghiară Bolgárcserged, la fel ca și vechea denumire românească Cergău Șcheiesc, păstrează amintirea venirii bulgarilor.
Odată cu Reforma protestantă bulgarii catolici din Cergău și-au pierdut limba și au devenit evanghelici (luterani). Ulterior, satul ajungând posesiune a Arhiepiscopiei Române Unite de Alba Iulia, unii locuitori au devenit greco-catolici (la fel ca cei din Cergău Mare) și s-au românizat.

## Demografie
Conform recensământului din anul 1930 Cergău Mic avea 830 de locuitori, dintre care 762 români, 58 țigani, 8 germani și 2 maghiari. Sub aspect confesional populația era alcătuită din 443 luterani, 351 greco-catolici, 25 baptiști, 10 ortodocși și 1 reformat.

## Lăcașuri de cult

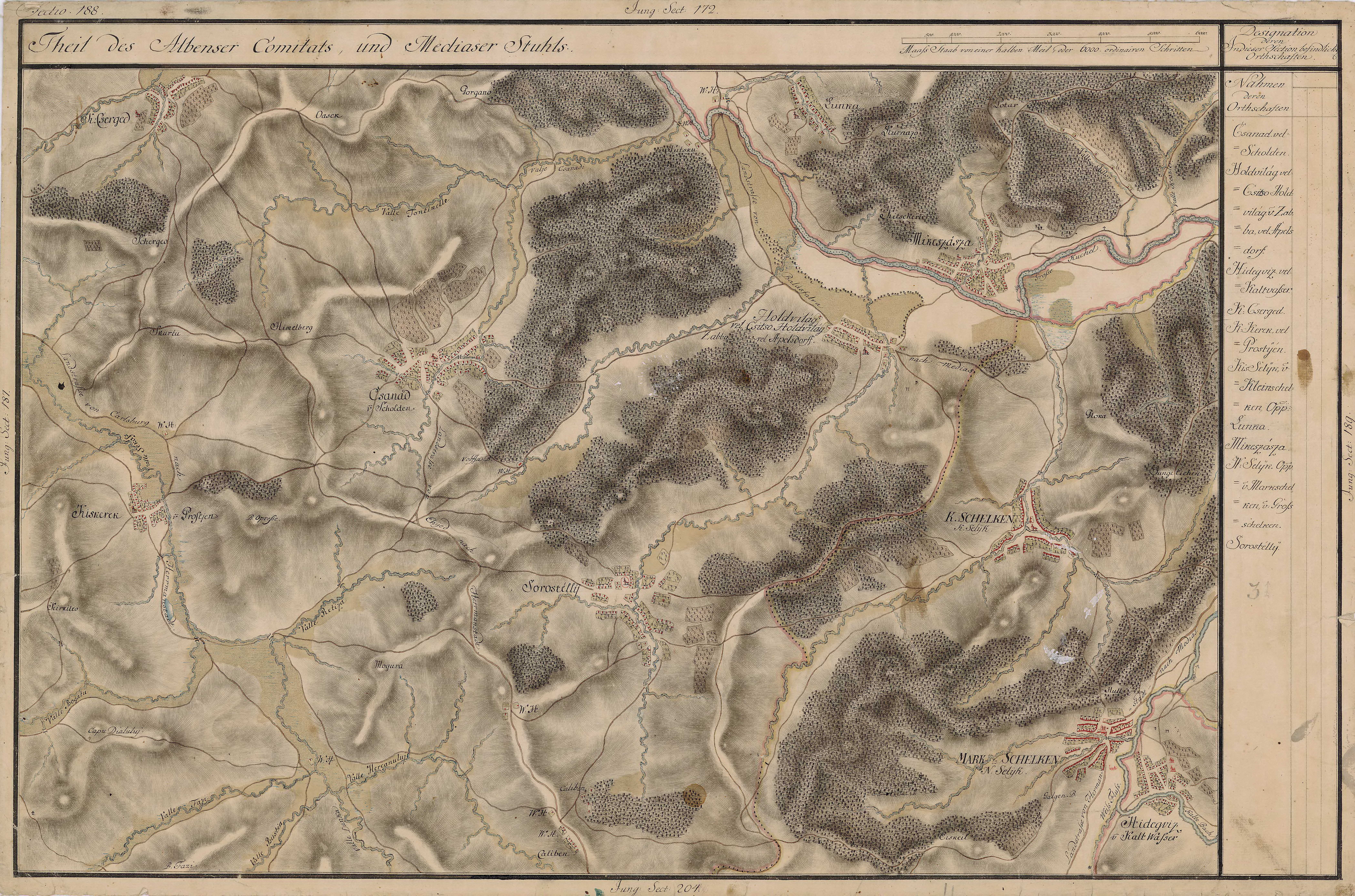
Cergău Mic în Harta Iosefină a Transilvaniei, 1760-1773
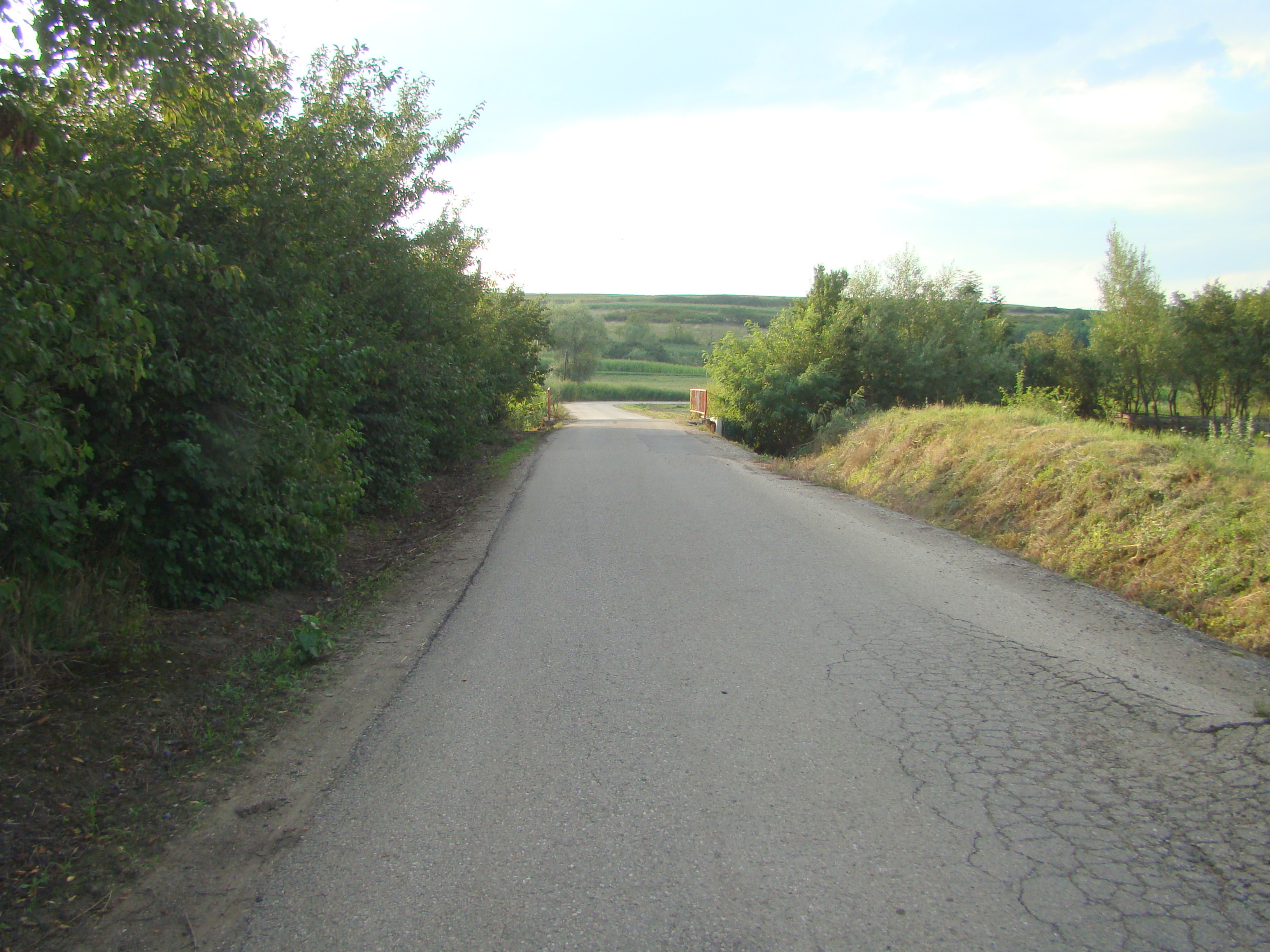
Drumul spre satul Cergău Mic
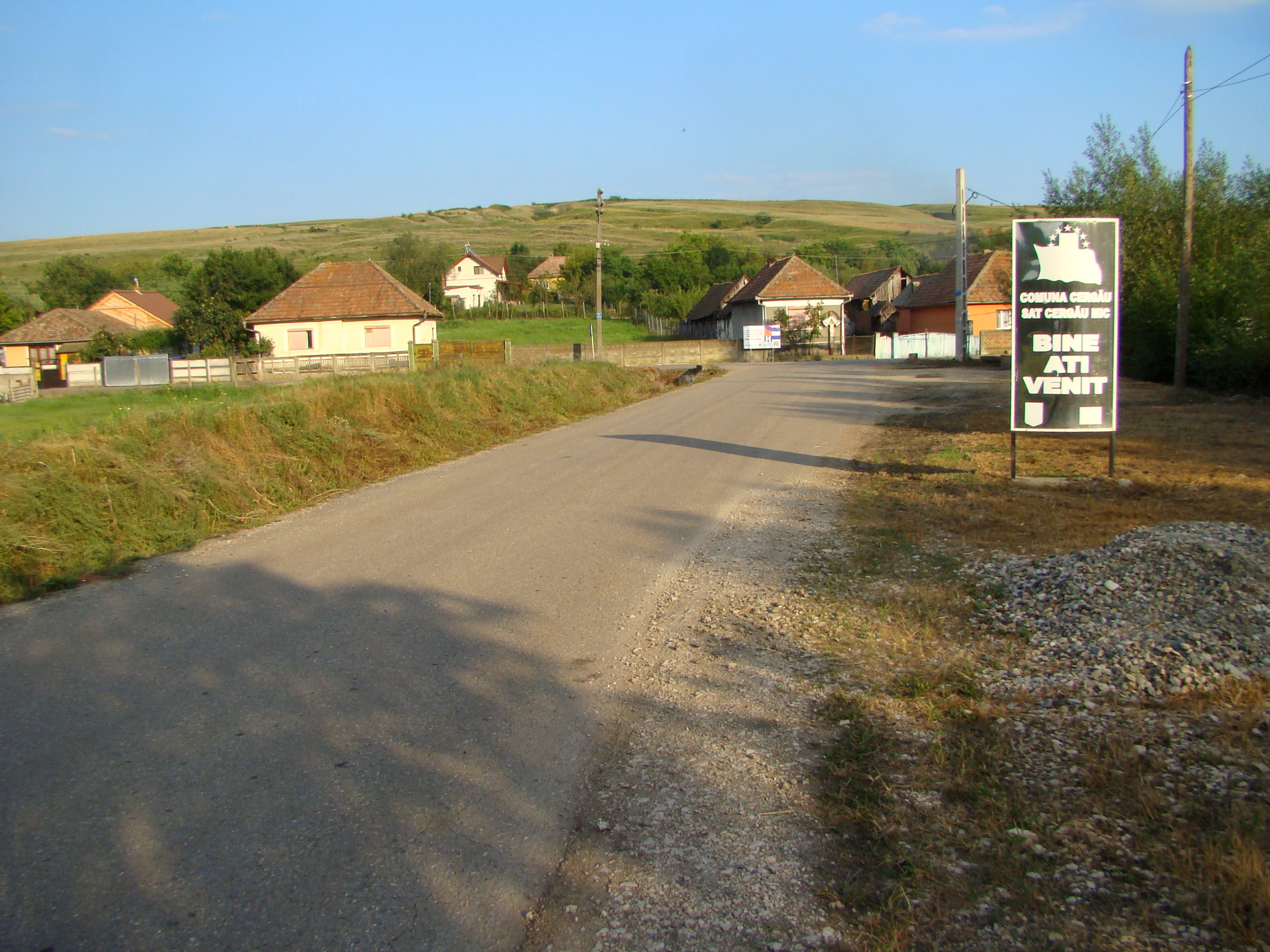
Intrarea în localitate
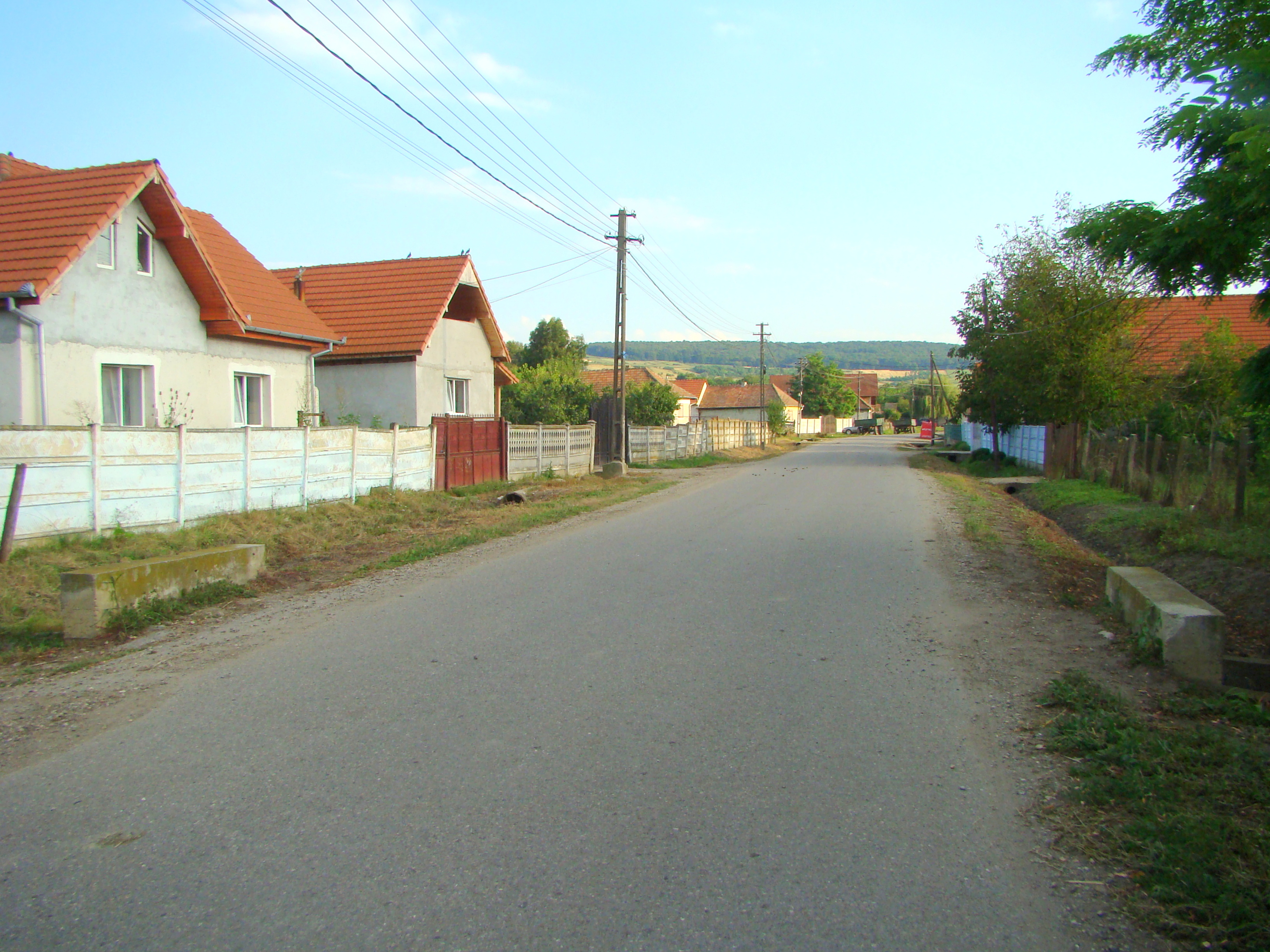
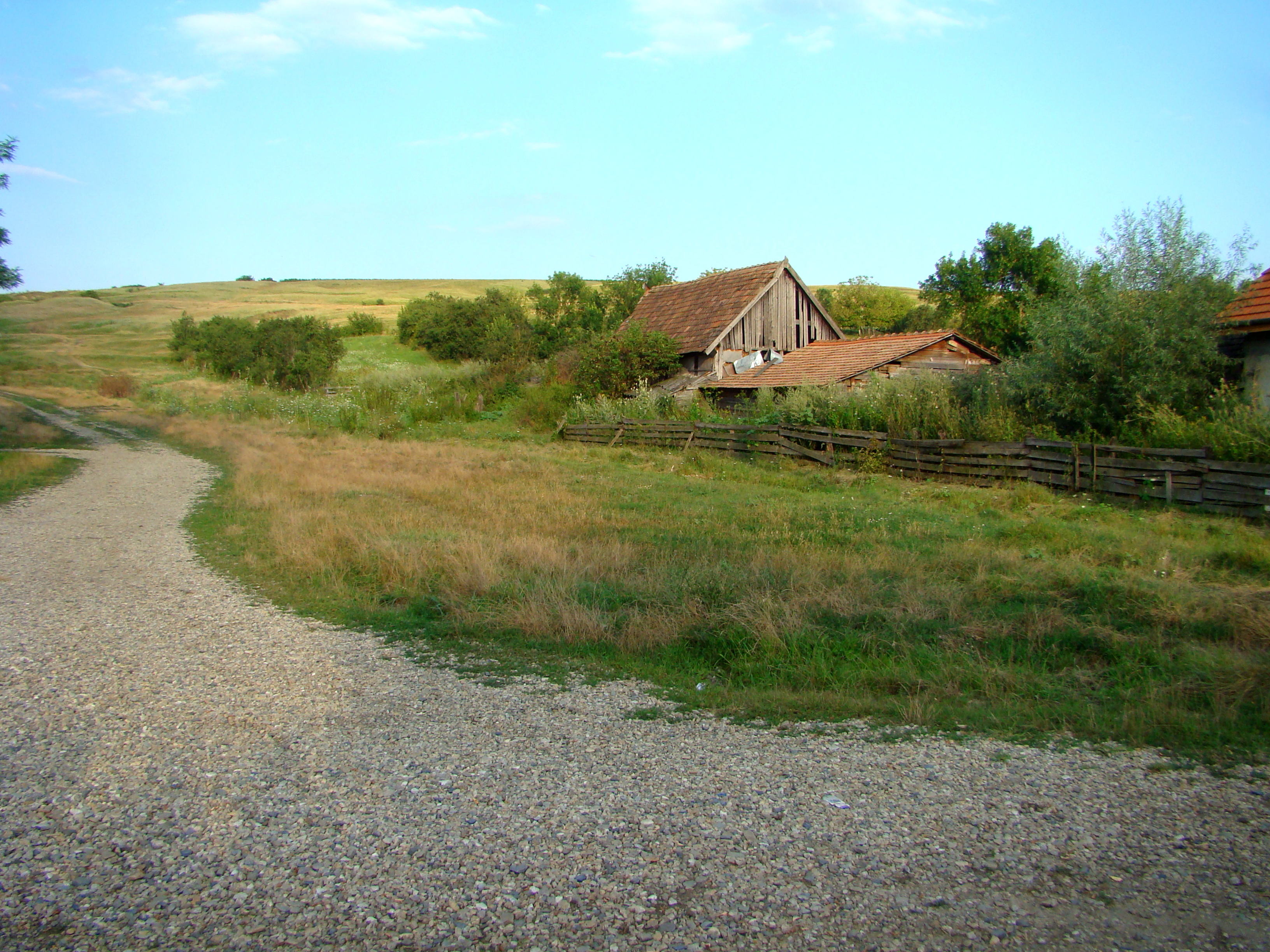
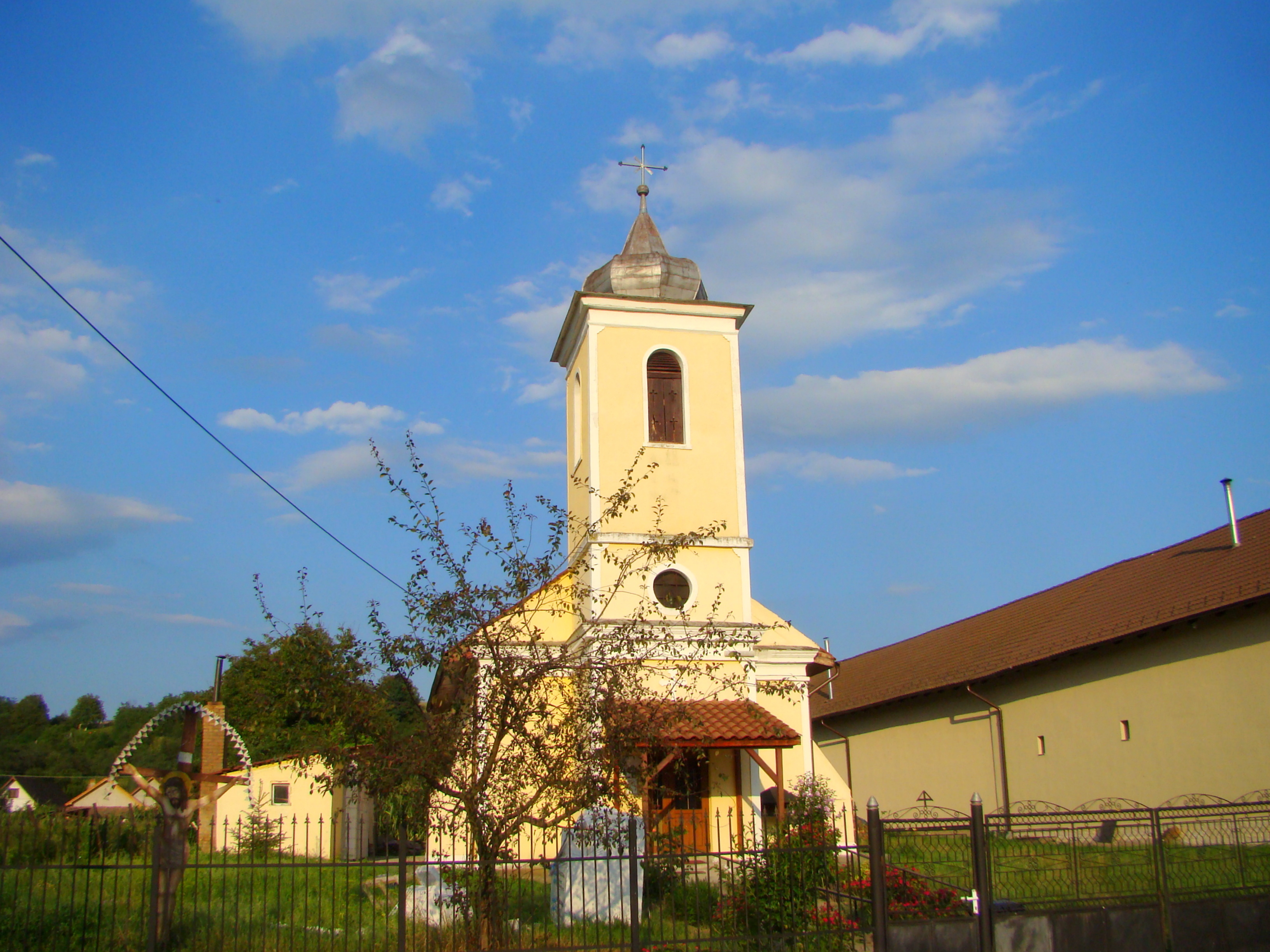
Biserica ortodoxă
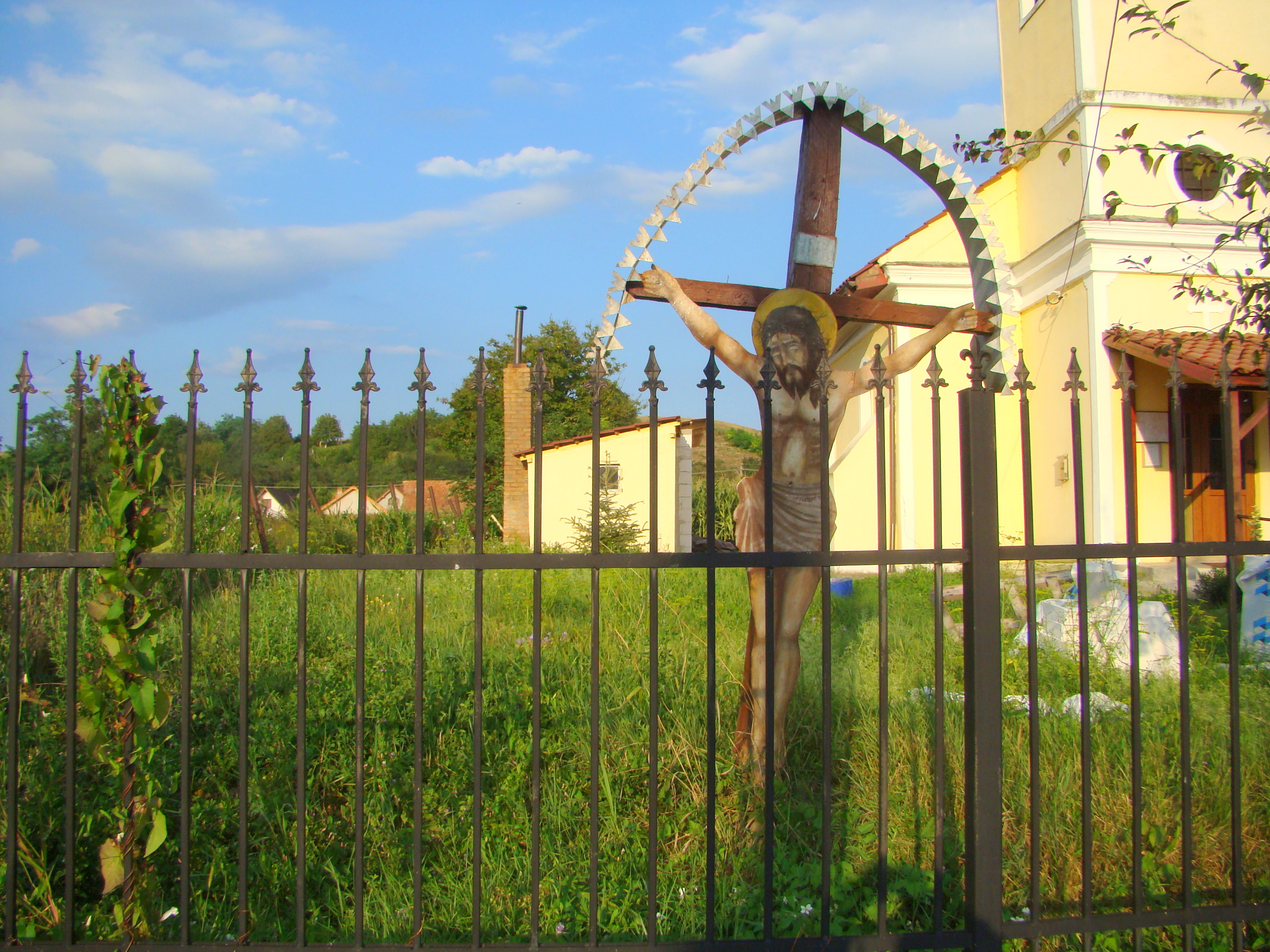
Troița
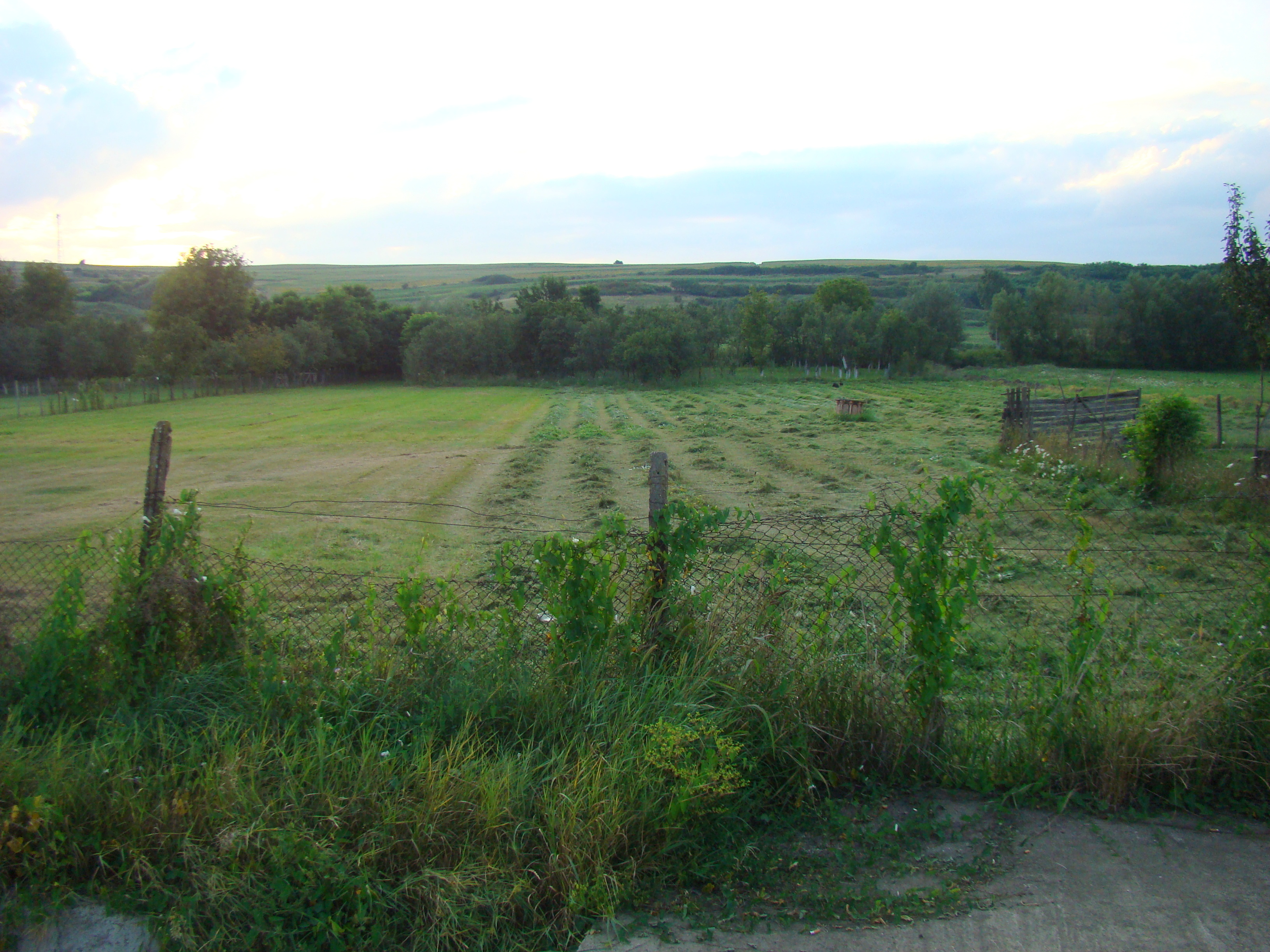
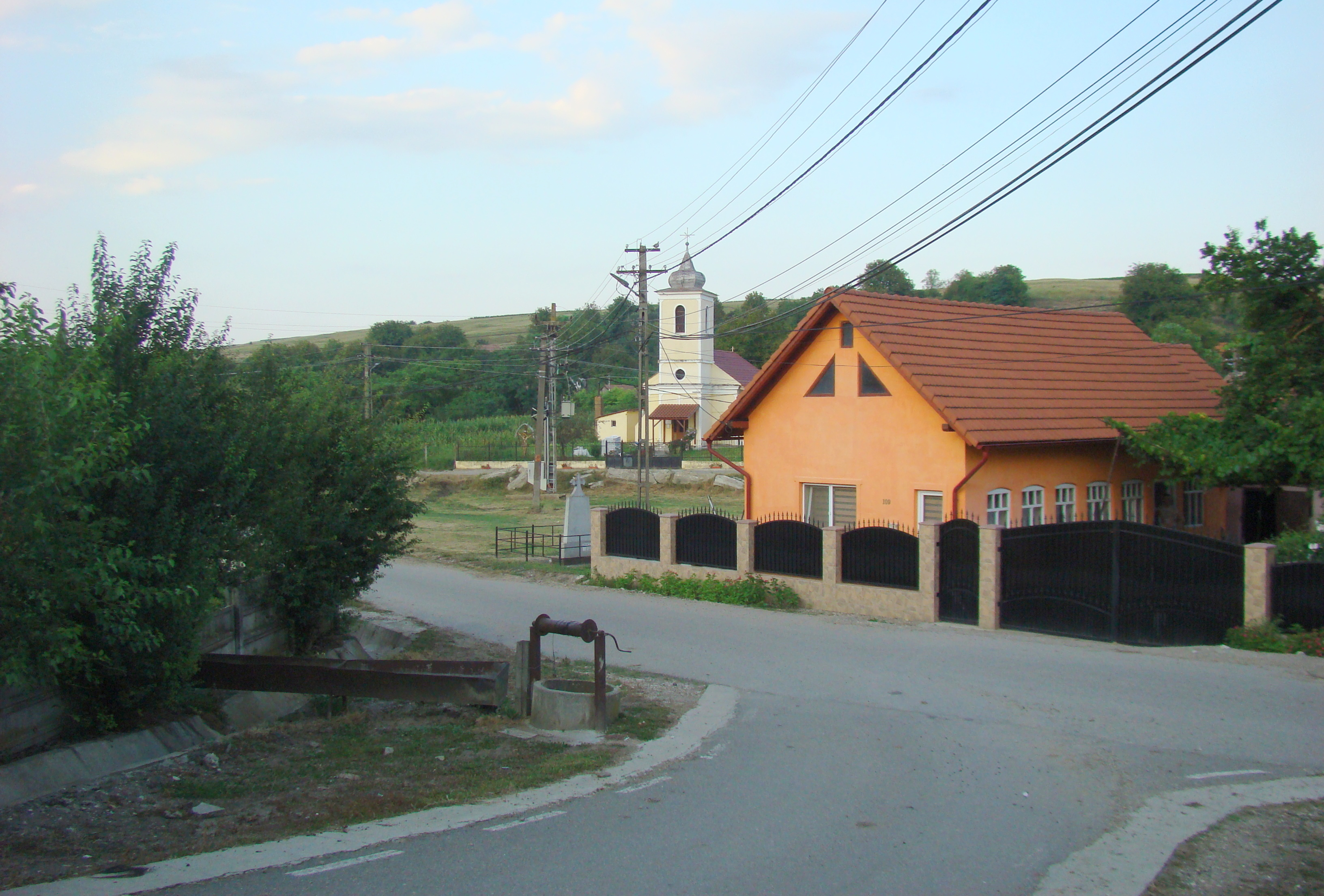
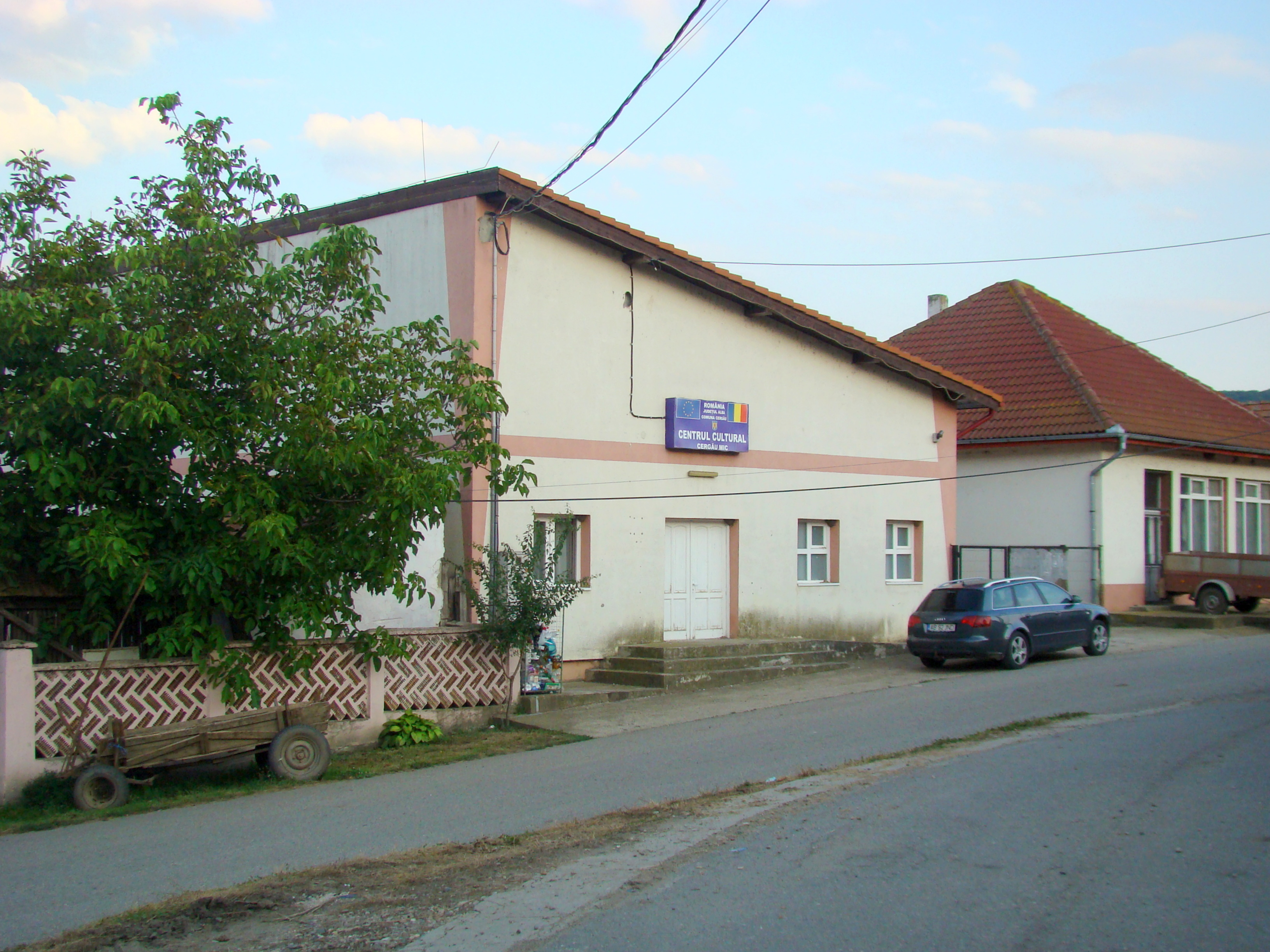
Căminul cultural
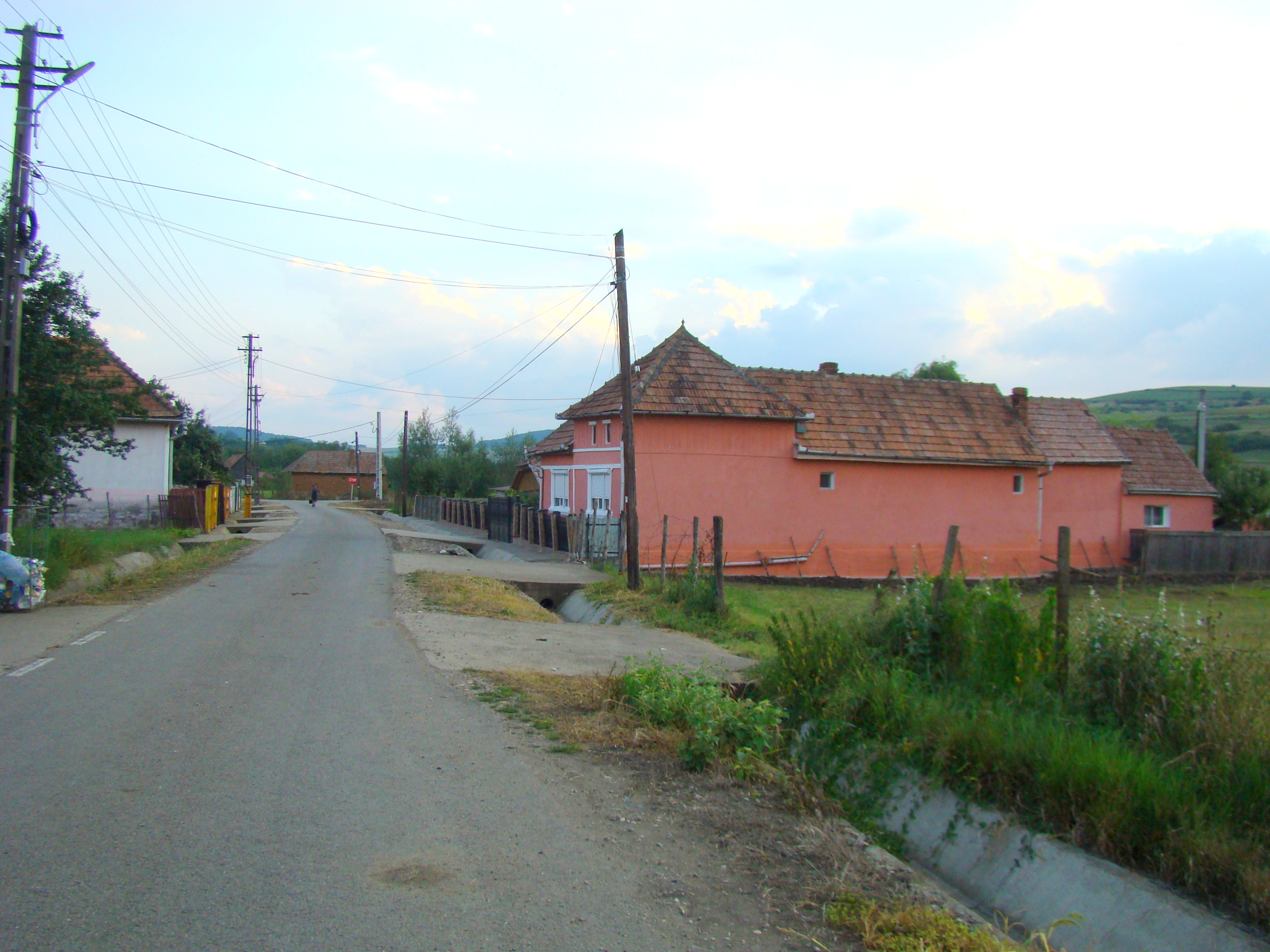
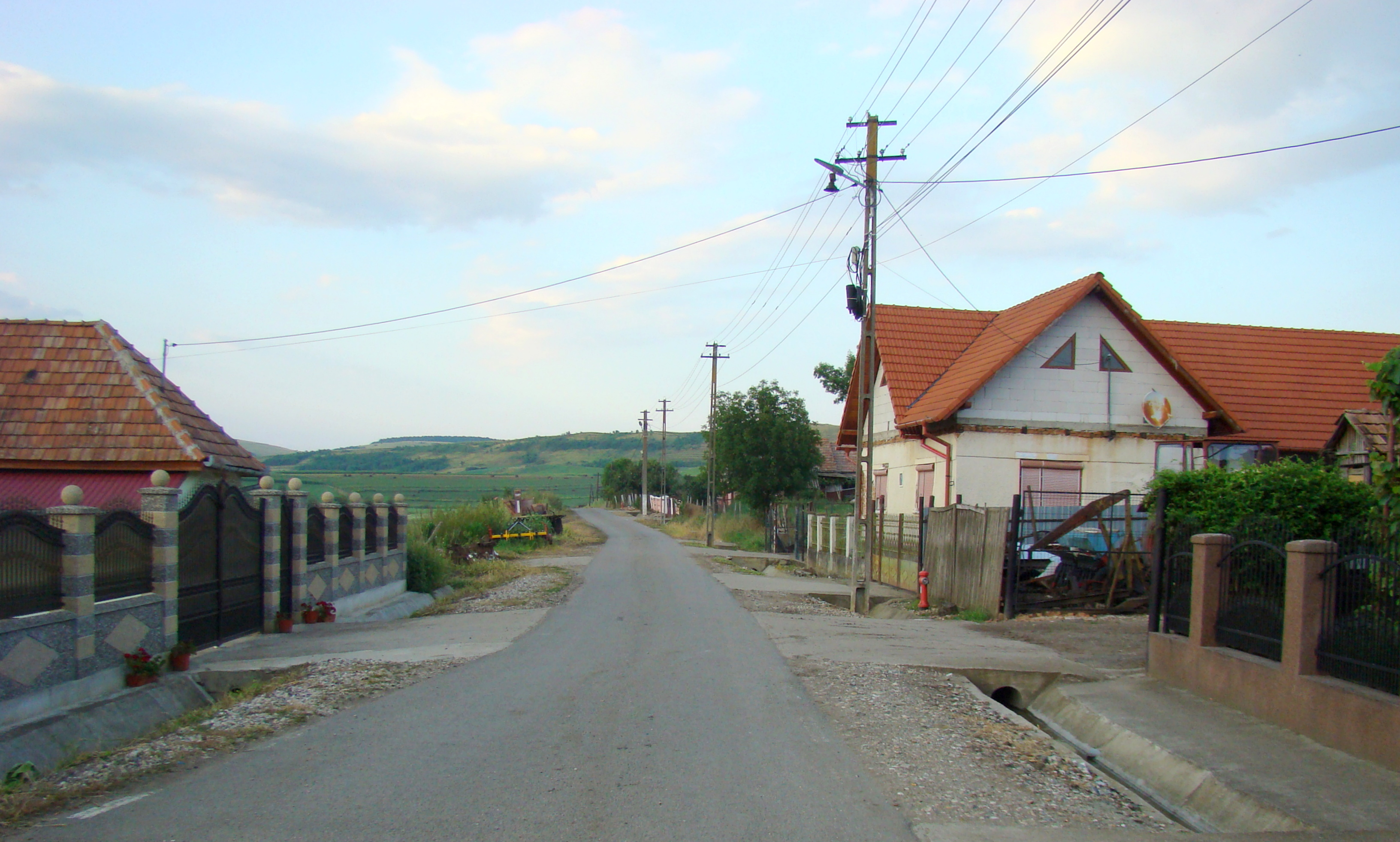
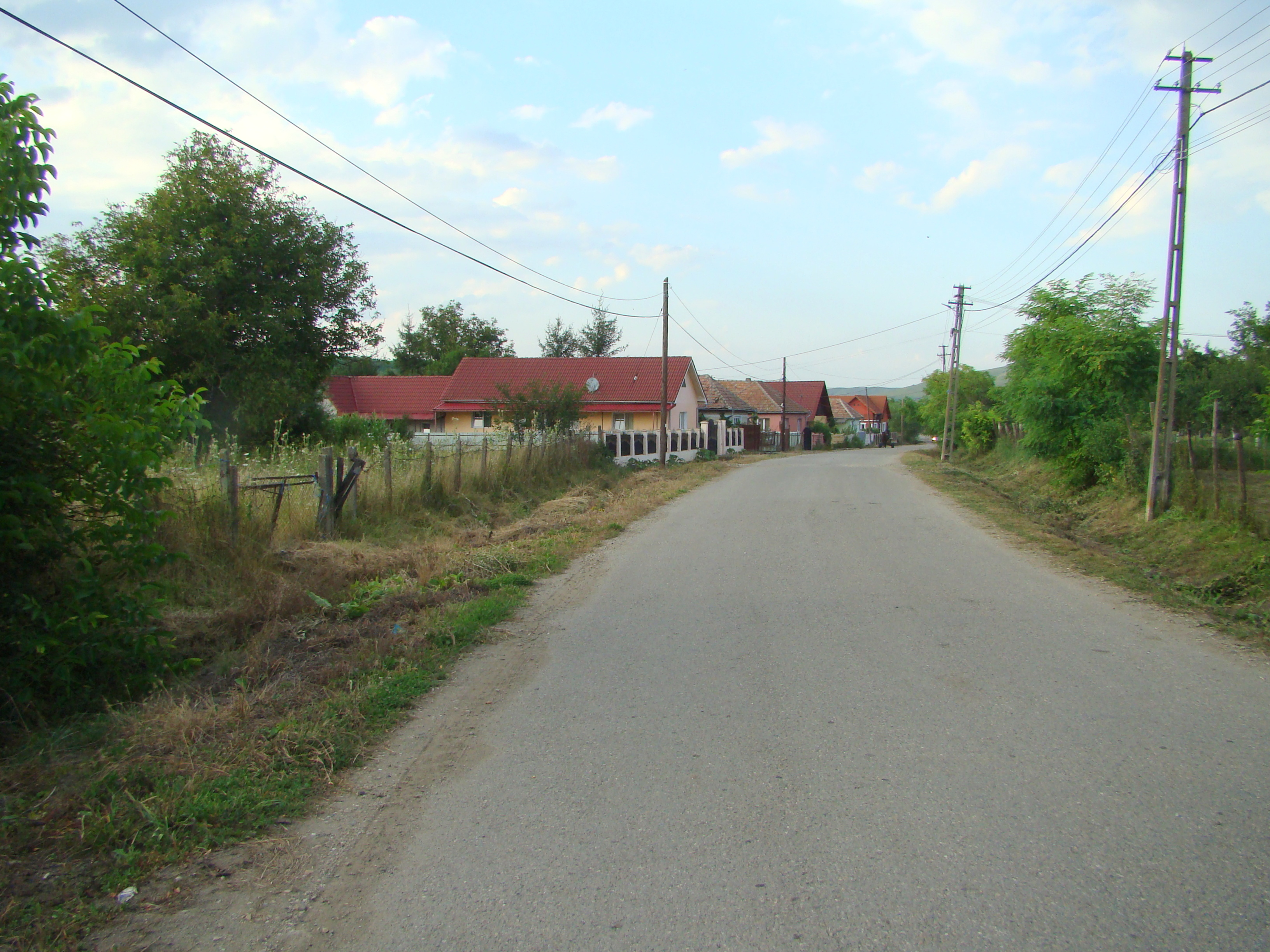
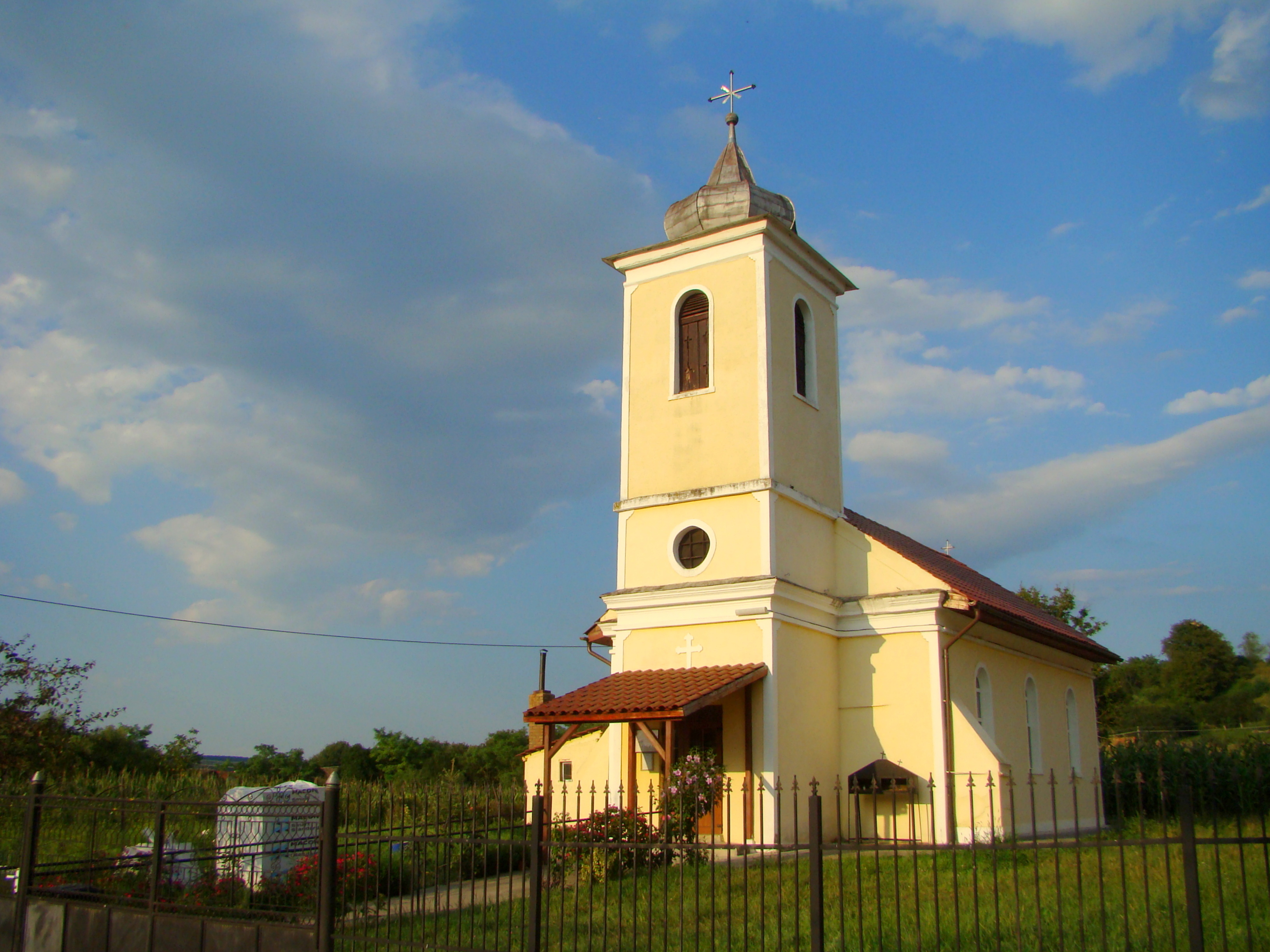
Biserica ortodoxă
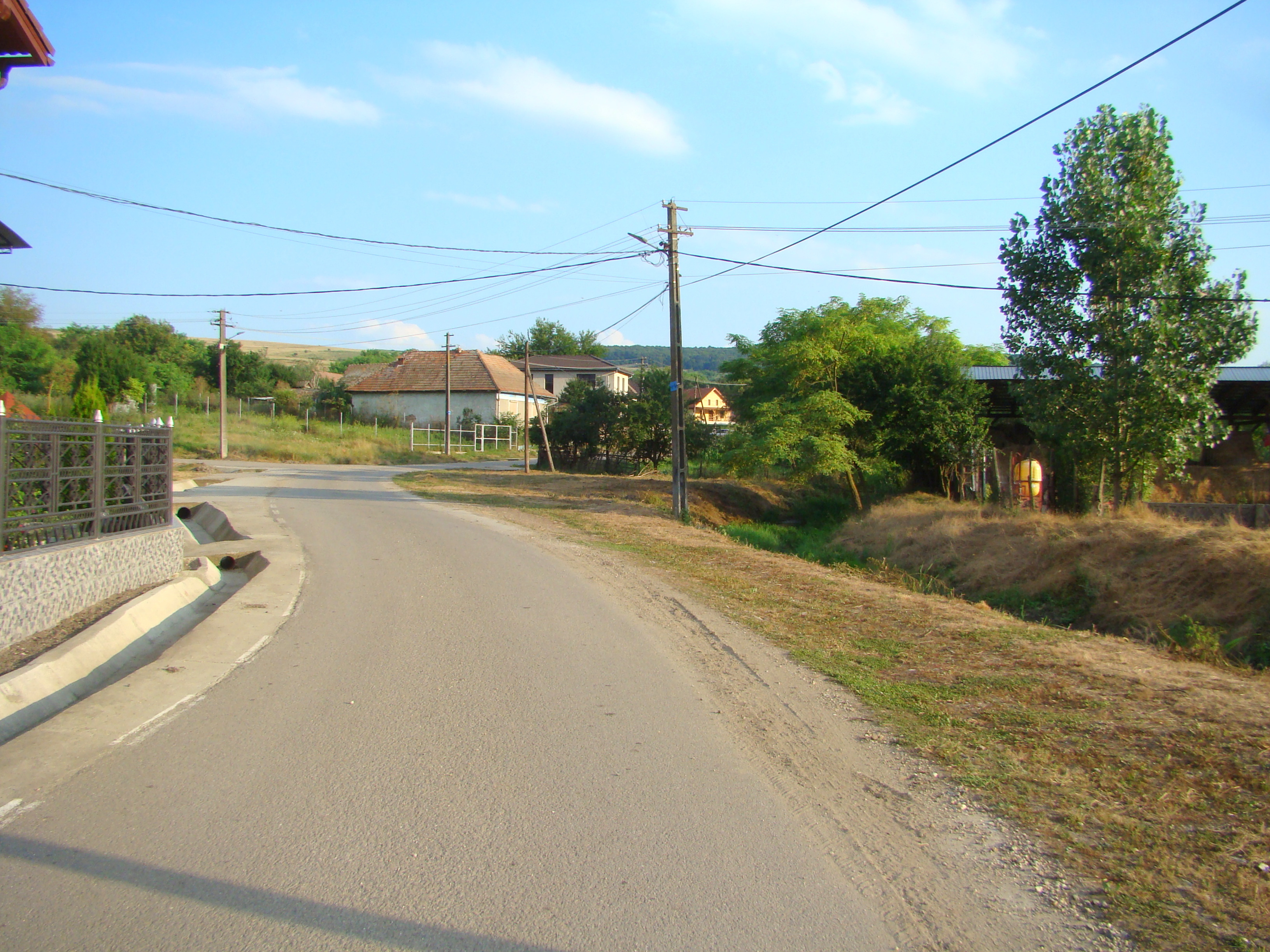
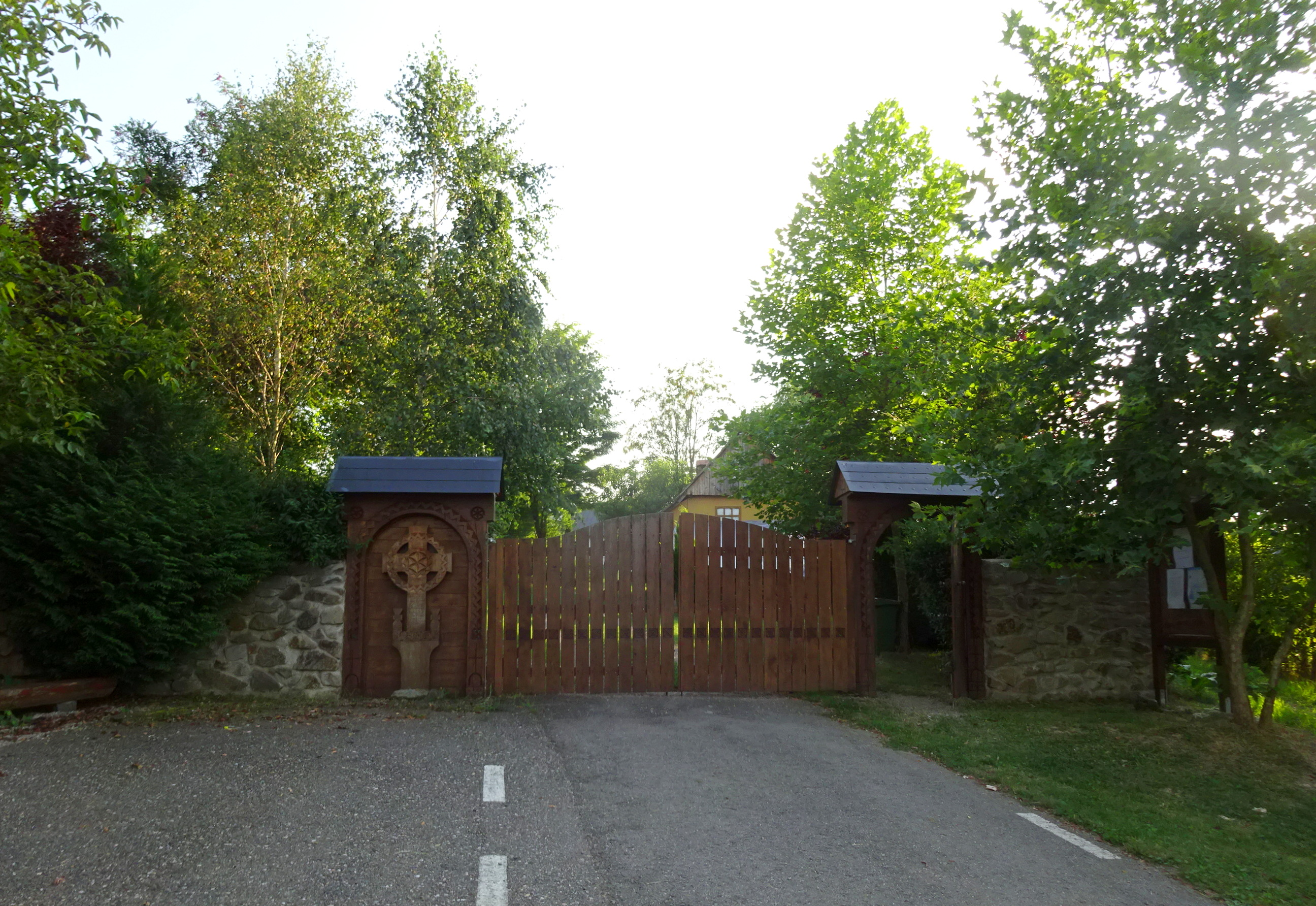
Mănăstirea Cergău Mic
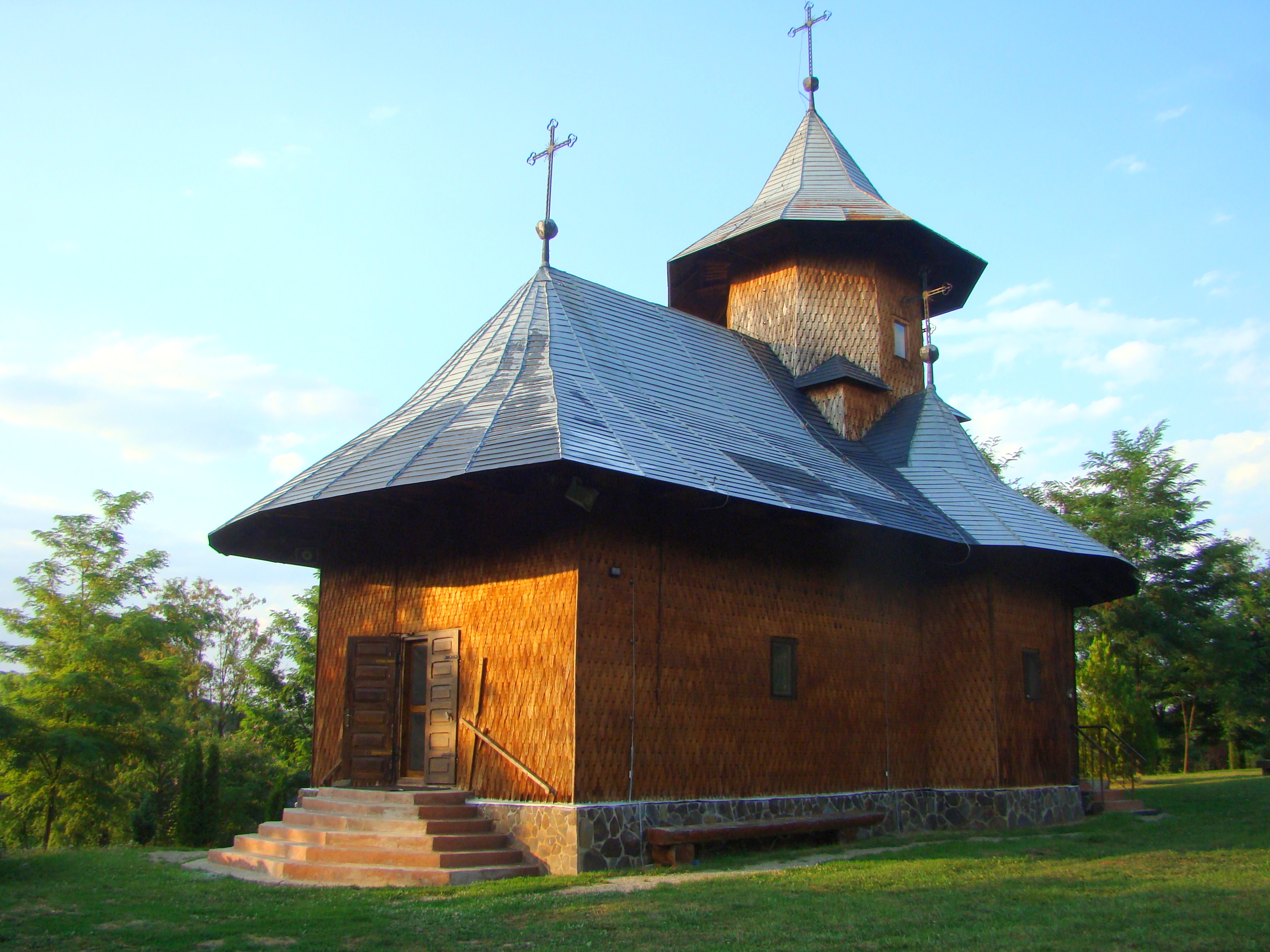
Mănăstirea Cerggău Mic-biserica de lemn
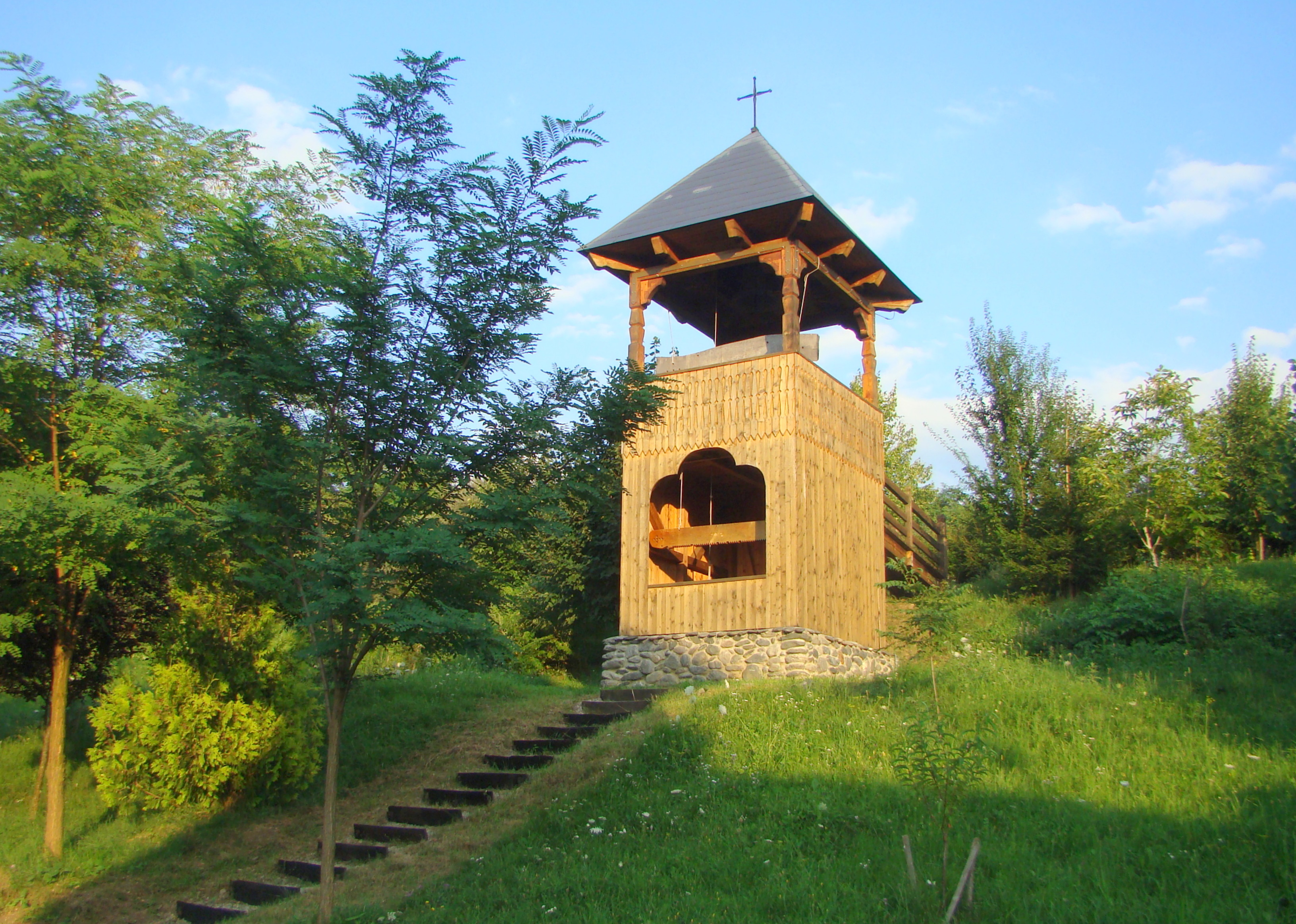
Mănăstirea Cerggău Mic-clopotnița
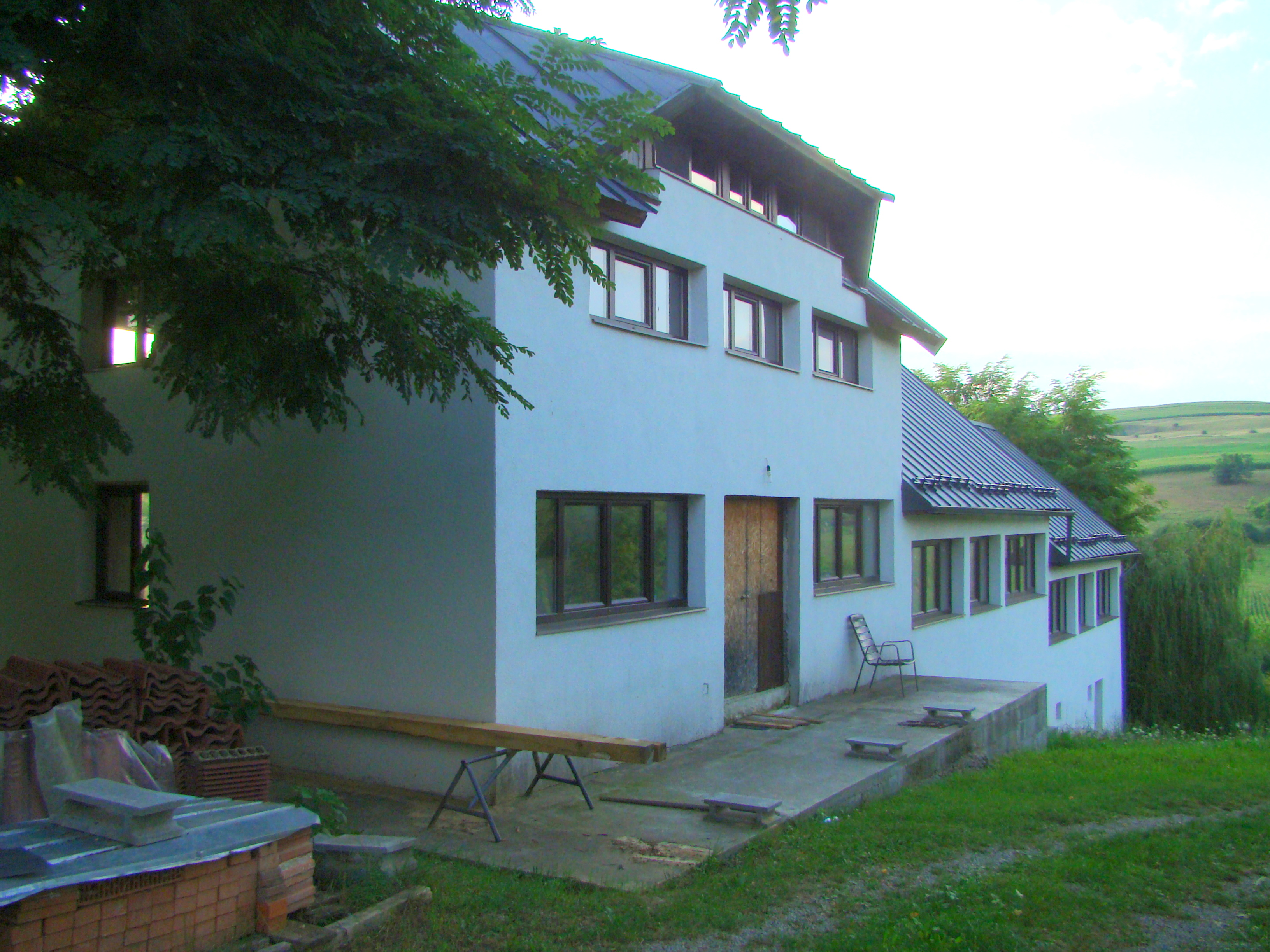
Mănăstirea Cerggău Mic-chiliile
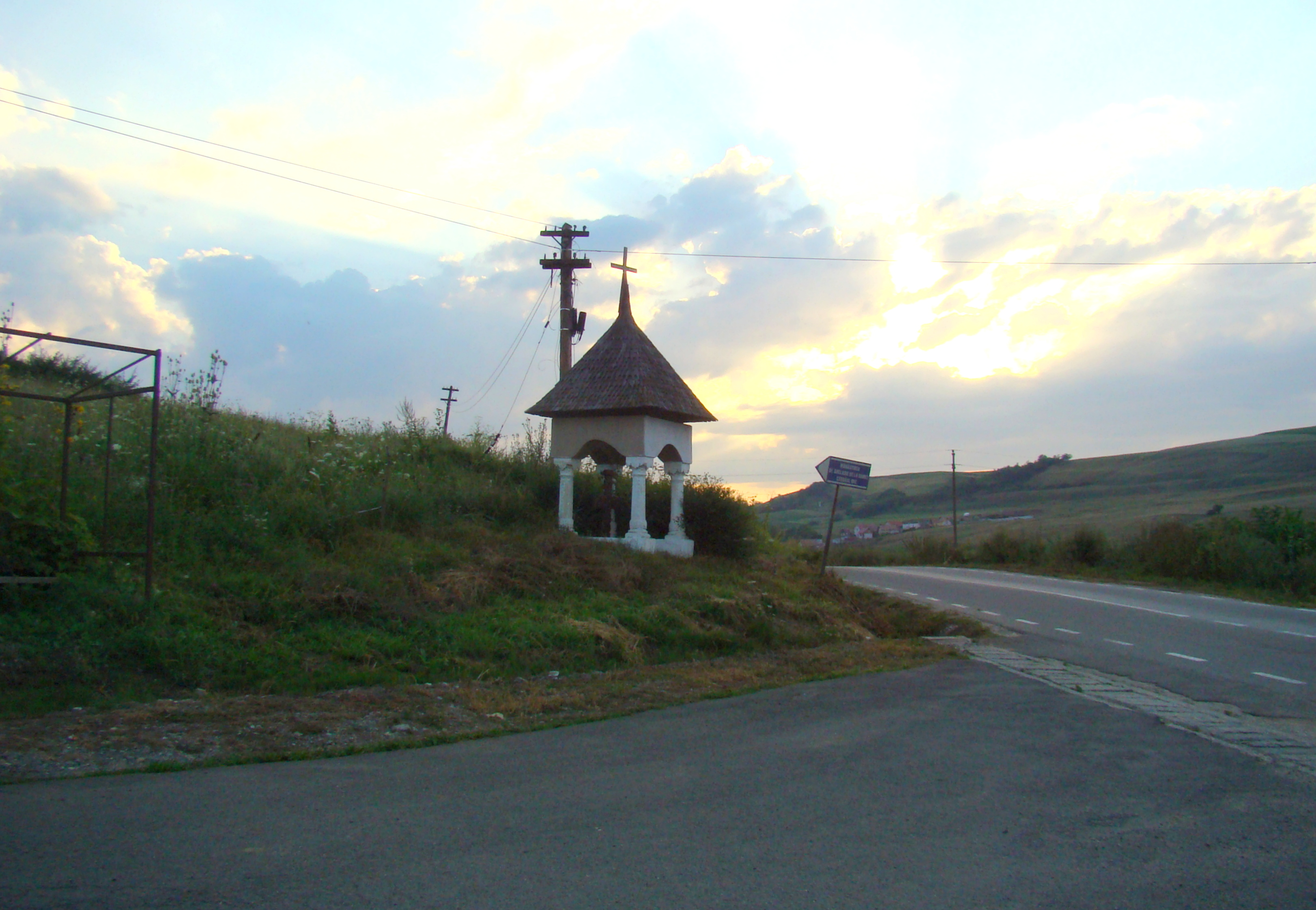
Drumul spre Mănăstirea Sfântul Ghelasie de la Râmeț din Cergău Mic